# جو واندلور
جو واندلور (انگلیسی: Joe Vandeleur؛ ۱۴ نوامبر ۱۹۰۳ – ۴ اوت ۱۹۸۸) فرد نظامی اهل بریتانیا بود.